# Papula
Pápula ali búnčica je čvrsta kožna vzbrst nad ravnjo kože, sestavljena iz celičnega infiltrata, včasih tudi iz samih epidermalnih celic (v tem primeru imenovana epidermalna papula). Običajno meri v premeru manj kot 1 cm. Pri praskanju se lahko odpre in posledično lahko nastane krasta oziroma se papula vname.
Primeri kožnih bunčic so nevusi, bradavice, lichen planus, bunčica zaradi pika žuželke, lahko jih povzročajo določene oblike mozoljavosti, kožnega raka ...